# Monty Python’s Previous Record
1972-ben jelent meg a Monty Python-csoport harmadik albuma, a Monty Python's Previous Record. Az albumon egyaránt hallhatóak a Repülő Cirkuszból származó jelenetek, illetve újabb művek is. Az A Fairy Tale például a német nyelvű Monty Python's Fliegender Zirkus című műsorban szerepelt.
Az albumot 1997-ben CD-n is kiadták, a 2006-os bővített kiadáson pedig tizenkét új jelenet hallható.

## Jelenetek
1. Embarrassment/Book at Bedtime
2. Dennis Moore
3. Money Programme
4. Dennis Moore Continues
5. Australian Table Wines
6. Argument Clinic
7. Putting Budgies Down
8. Eric the Half-a-Bee
9. Travel Agency
10. Radio Quiz Game
11. A Massage/Silly Noises Quiz
12. Miss Anne Elk
13. We Love the Yangtse
14. How-to-Do-It Lessons
15. A Minute Passed
16. Eclipse of the Sun
17. Alistair Cooke
18. Wonderful World of Sounds
19. A Fairy Tale

### Újdonságok a 2006-os kiadáson
1. Baxter's
2. Meteorology
3. Blood, Devastation, War & Horror
4. The Great Debate
5. Mortuary Visit
6. Flying Fox of the Yard
7. Is There
8. Teach Yourself Health
9. The Book Ad
10. Big Red Bowl
11. Pepperpots (Part 2)
12. Pellagra

## Közreműködők
- Graham Chapman
- John Cleese
- Terry Gilliam
- Eric Idle
- Terry Jones
- Michael Palin
- Carol Cleveland